# Парламентские выборы в Германии (1878)
Парламентские выборы в Германии 1878 года были проведены 30 июля и стали четвёртыми в истории Германской империи выборами в Рейхстаг. Несмотря на понесённые потери, Национал-либеральная партия осталась крупнейшей партией в парламенте, получив 97 из 397 мест. Явка избирателей составила 63,3 %.

## Предыстория
После неудачного покушения анархиста Макса Хёделя на кайзера Вильгельма I 11 мая 1878 года канцлер Отто фон Бисмарк потребовал запретить социал-демократов. В основном либеральный Рейхстаг отклонил это по конституционным соображениям. Второе покушение, совершенное Карлом Эдуардом Нобилингом 2 июня того же 1878 года, в результате которого император был ранен, вызвало народные волнения и привело к усилению давления на умеренные силы. В результате рейхстаг был распущен 11 июня в соответствии со статьей 24 имперской конституции Союзным советом и кайзером — исключительно по просьбе Бисмарка. Прежде этого национал-либералы присоединились к лагерю тех, кто хотел бороться с социалистами полицейскими мерами.
Предвыборная кампания велась вокруг Антисоциалистического закона, которого требовали прежде всего консервативные силы, сплотившиеся вокруг Бисмарка. На руку консерваторам сыграл и Берлинский конгресс, который закончился за две недели до выборов, и благодаря которому Бисмарк смог повысить свой авторитет.

## Результаты
Выборы явно выиграли консерваторы. Либералы, с другой стороны, были проигравшими. Социал-демократы также потеряли места.
Итоги выборов в Рейхстаг Германской империи 10 января 1874 года
| Партии                                   | Партии                       | Партии                                   | Партии                                               | Лидер                 | Голоса    | Голоса | Голоса | Места | Места |
| Партии                                   | Партии                       | Партии                                   | Партии                                               | Лидер                 | #         | %      | +/−    | Места | +/−   |
| ---------------------------------------- | ---------------------------- | ---------------------------------------- | ---------------------------------------------------- | --------------------- | --------- | ------ | ------ | ----- | ----- |
|                                          |                              | Национал-либеральная партия              | нем. Nationalliberale Partei, NLP                    | Рудольф фон Беннигсен | 1 291 161 | 22,4   | ▼4,3   | 127   | ▼20   |
| Имперские либералы                       | Имперские либералы           | Имперские либералы                       | Имперские либералы                                   | Имперские либералы    | 1 291 161 | 22,4   | ▼4,3   | 97    | ▼30   |
|                                          |                              | Германская прогрессистская партия        | нем. Deutsche Fortschrittspartei, DFP                |                       | 395 065   | 6,8    | ▼0,9   | 26    | ▼8    |
|                                          | Немецкая народная партия     | нем. Deutsche Volkspartei, DtVP          | Леопольд Зоннеманн                                   | 68 851                | 1,2       | ▲0,4   | 3      | ▼1    |       |
| Левые либералы                           | Левые либералы               | Левые либералы                           | Левые либералы                                       | Левые либералы        | 463 916   | 8,0    | ▼0,5   | 29    | ▼9    |
|                                          | Другие либералы              | Другие либералы                          | Другие либералы                                      | Другие либералы       | 188 417   | 3,2    | ▲0,2   | 12    | ▼2    |
| Все либералы                             | Все либералы                 | Все либералы                             | Все либералы                                         | Все либералы          | 1 943 494 | 33,6   | ▼4,7   | 138   | ▼41   |
|                                          |                              | Немецкая консервативная партия           | нем. Deutschkonservative Partei, DKP                 | Отто фон Хелльдорф    | 736 826   | 12,8   | ▲3,2   | 59    | ▲19   |
|                                          | Немецкая имперская партия    | нем. Deutsche Reichspartei, DRP          | Виктор I фон Ратибор                                 | 785 631               | 13,4      | ▲5,5   | 57     | ▲19   |       |
|                                          | Другие консерваторы          | Другие консерваторы                      | Другие консерваторы                                  | 13 165                | 0,3       | ▼0,1   | 0      | ▬     |       |
| Консерваторы                             | Консерваторы                 | Консерваторы                             | Консерваторы                                         | Консерваторы          | 1 535 622 | 26,5   | ▲8,3   | 116   | ▲38   |
|                                          |                              | Партия Центра                            | нем. Deutsche Zentrumspartei, DZP                    | Людвиг Виндтхорст     | 1 315 720 | 22,8   | ▼2,0   | 94    | ▲1    |
| Католики                                 | Католики                     | Католики                                 | Католики                                             | Католики              | 1 315 720 | 22,8   | ▼2,0   | 94    | ▲1    |
|                                          |                              | Эльзас—Лотарингские регионалисты         | нем. Elsaß-Lothringer                                |                       | 178 883   | 3,0    | ▼0,6   | 15    | ▬     |
|                                          | Польская партия              | нем. Polnische Partei                    |                                                      | 216 148               | 3,8       | ▼0,2   | 14     | ▬     |       |
|                                          | Датская партия               | нем. Dänische Partei                     |                                                      | 16 145                | 0,3       | ▬      | 1      | ▬     |       |
| Меньшинства                              | Меньшинства                  | Меньшинства                              | Меньшинства                                          | Меньшинства           | 411 176   | 7,1    | ▼0,8   | 30    | ▬     |
|                                          |                              | Социалистическая рабочая партия Германии | нем. Sozialistische Arbeiterpartei Deutschlands, SAP |                       | 437 158   | 7,6    | ▼1,5   | 9     | ▼4    |
| Социалисты                               | Социалисты                   | Социалисты                               | Социалисты                                           | Социалисты            | 437 158   | 7,6    | ▼1,5   | 9     | ▼4    |
|                                          | Немецкая ганноверская партия | Немецкая ганноверская партия             | нем. Deutsch-Hannoversche Partei, DHP                |                       | 106 555   | 1,8    | ▲0,2   | 10    | ▲6    |
|                                          | Другие                       | Другие                                   | Другие                                               | Другие                | 11 222    | 0,2    | ▬      | 0     | ▬     |
|                                          |                              |                                          |                                                      |                       |           |        |        |       |       |
| Всего                                    | Всего                        | Всего                                    | Всего                                                | Всего                 | 5 760 947 | 100,00 |        | 397   | ▬     |
| Зарегистрировано/Явка                    | Зарегистрировано/Явка        | Зарегистрировано/Явка                    | Зарегистрировано/Явка                                | Зарегистрировано/Явка | 9 128 305 | 63,3   |        |       | ▲2,7  |
|                                          |                              |                                          |                                                      |                       |           |        |        |       |       |
| Источник: Wahlen in Deutschland bis 1918 |                              |                                          |                                                      |                       |           |        |        |       |       |

1. ↑  Независимые либералы (1,7 % и 7 мест), Группа Вильгельма Лёве[нем.] и Луиса Бергера[нем.] (1,4 % и 5 мест), «старые либералы» (0,1 %) и либеральные партикуляристы Шлезвиг-Гольштейна (<0,1 %).
2. ↑  Независимые консерваторы (0,2 %), ХСП (0,1 %) и консервативные партикуляристы Гессен-Касселя (<0,1 %).
3. ↑  Из них, протестующие (1,2 % и 6 мест), католики-клерикалы (1,0 % и 5 мест) и автономисты (0,8 % и 4 мест).

## Фракции 4-го Рейхстага
В 4-м рейхстаге несколько депутатов не вошли во фракцию партии от которой были избраны, а некоторые остались независимыми. Депутаты от Немецкой ганноверской партии присоединились к парламентской группе Центра. В начале своей работы в 4-м Рейхстаге действовали следующие фракции:
| Центрум                | 103 |
| Национал-либералы      | 97  |
| Немецкие консерваторы  | 59  |
| Свободные консерваторы | 56  |
| Прогрессисты           | 26  |
| Поляки                 | 14  |
| Социал-демократы       | 9   |
| Независимые            | 33  |

В дальнейшем состав отдельных фракций менялся за счёт довыборов и перехода депутатов из одной парламентской группы в другую.

## После выборов
Сильно поправевший Четвёртый рейхстаг одобрил Исключительный закон против 19 октября 1878 года 221 голосом против 149. За него голосовали консерваторы и национал-либералы, против выступили центристы, прогрессисты и сами социал-демократы, которым всё же разрешили заседать в парламенте.
Новый состав рейхстага согласился с Бисмарком и голосами консерваторов и центристов в июле 1879 года ввёл покровительственные тарифы, которых давно добивался рейхсканцлер. Национал-либеральная партия раскололась по этому вопросу; что привело к уходу и правого, и левого крыла. Уже в следующем 1880 году левые национал-либералы сформировали свою партию, Либеральный союз, которая в 1884 году объединилась с прогрессистами в Немецкую партию свободомыслящих. Либерально настроенные прусские министры Адальберт Фальк, Карл Рудольф Фриденталь и Артур Хобрехт покинули правительство. Ожесточённое сопротивление ослабевших «левых либералов», в том числе «манчестерцев» во главе с Евгением Рихтером, в конечном итоге оказалось напрасным, голосование закончилось победой сторонников протекцонизма над приверженцами фритредерства со счётом 217 голосов против 117. Введения покровительственных тарифов в первую очередь требовал Центральный союз немецких промышленников, который объединился в так называемый «Альянс ржи и железа» с защитниками интересов сельского хозяйства, которые пользовались большим влиянием среди консервативных сил.